# 龙门水库 (北流)
龙门水库是中国广西壮族自治区玉林市北流市境内的一座水库，位于北流河支流民乐河上，建于1957年。水库正常库容为1540万立方米，集雨面积为36平方千米，海拔为194米。